# Tiszakécske

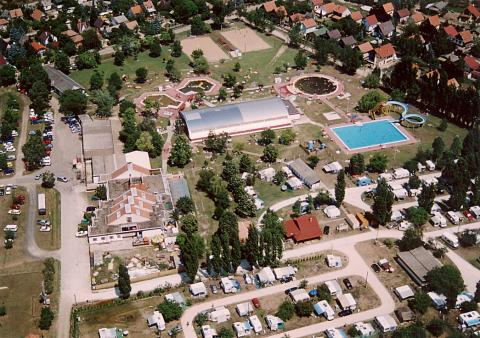
Flygfoto av Tiszakécske.

Tiszakécske är en mindre stad i Ungern med 12 132 invånare (2020).